# Zavjernica kralja Zvonimira papi Grguru VII.
Zavjernica kralja Zvonimira papi Grguru VII. je pismo hrvatskog kralja Zvonimira papi Grguru VII., u kojem se pred papinim izaslanstvom obvezuje ispunjavati svoje obveze prema papi, svećenstvu, zemlji i narodu. Obvezuje se da će pomagati siromahe i udovice te sprječavati trgovinu robljem. Papi daruje samostan u Vrani i evanđelje okovano srebrom. U Vatikanu je početkom 17. stoljeća u svečanim dvoranama naslikan prizor predaje Zavjernice kralja Zvonimira papinom izaslaniku.
Krunidbena zavjernica se nalazi u djelu Collectio canonum, koje je 1086. godine napisao kardinal Deusdedit († 1099.) i posvetio papi Viktoru III. (1086. – 1087.). Čuva se u Vatikanskoj knjižnici pod brojem cod. lat. 3833 I, fol. 91-92.
Godine 1192. kamerlengo Cencio Savelli, kasnije papa Honorije III. sačinio je drugi prijepis prisege kralja Zvonimira, u Liber censuumu, a danas se čuva pod brojem cod. lat. 8486, fol. 97v-98r.
U tekstu Zavjernice, Dmitar Zvonimir sebe titulira kao kneza/bana ("dux") Hrvatske i Dalmacije, koji primanjem krune iz ruku papinog izaslanika opata Gebizona postaje kraljem.
U tekstu zavjernice, koja opisuje krunidbeni čin koji su obavili papinski legati, opat Gebizon i biskup Fulk, 8. listopada 1075. godine u krunidbenoj bazilici sv. Petra i Mojsija u Solinu kraj Splita, između ostalog stoji:
| »"...Ego Demetrius, qui et Suinimir nuncupor, dei gratia Chroatie Dalmatieque dux, a te, domine Gebizo, ex apostolice sedis legatione domini nostri pape Gregorii potestatem optinens in Salionitana basilica sancti Petri sinodali et concordi totius cleri et populi electione de Chroatorum Dalmatinorumque regni regimine per uexillum, ensem, sceptrum et coronam inuestitus atque constitutum rex, tibi deuoueo, spondeo et polliceor me incommutabiliter completurum omnia, que mihi tua reuerenda iniungit sanctitas, videlicet ut in omnibus et per omnia apostolice sedi fidem obseruem ..."«(Collectio canonum, 1086.) | »...Ja Demetrije, koji i Zvonimir se nazivam, Božjom milošću knez Hrvatske i Dalmacije. U salonitanskoj crkvi Sv. Petra, zajednički i složno izabran od čitavog svećenstva i naroda Hrvatskog i Dalmatinskoga kraljevstva, uveden i k tomu postavljen kralj, od tebe gospodine Gebizone, od vlasti apostolske stolice izabran poslanik gospodina našeg pape Grgura, vladat ću pomoću zastave, mača, žezla i krune. Tebi (Gebizone) se zavjetujem, obećavam i obričem da ću stalno ispunjavati sve što mi njegova časna svetost naloži. Dakako, i u svemu i po svemu prema apostolskoj stolici ću čuvati vjernost...« |